# 治安裁判所 (琉球民裁判所)
治安裁判所（ちあんさいばんしょ、Magistrates Court）は、琉球民裁判所における裁判所。裁判は裁判官1人で行う「単独制」を採用している。

## 構成
治安裁判所は、「治安裁判所上席判事」と「治安裁判所判事」により構成される。判事は琉球列島高等弁務官の認可を得て行政主席が任命する。上席判事の任期は2年で、その他の判事は特に問題がない限り終身である。

## 裁判権
布告・布令によれば、次の事項について第一審の裁判権を有する。
- 「軽罪」（法定刑に1年以上の懲役・禁錮を規定していない罪）に係る刑事訴訟。（少年犯罪を除く）
- 琉球政府が発行する免許の停止に係る訴訟。
- 裁判所侮辱罪（contempt of court）に係る訴訟。
「裁判所侮辱罪」とは英米法に基づく概念で、日本の現行法には存在しない罪である。1万B円以下の罰金、または2ヶ月以下の懲役若しくは禁錮を科することができた。
- 訴訟価額が5万B円以下の民事訴訟。ただし以下の場合は除く。

親族関係及び遺言又は卑族による相続。
公務員による職務上の作為及び不作為の適法性。
土地所有権。

## 治安裁判所の一覧
- 那覇治安裁判所
- コザ治安裁判所
- 名護治安裁判所
- 平良治安裁判所
- 石垣治安裁判所